# Todirostrum maculatum
Todirostrum maculatum là một loài chim trong họ Tyrannidae.